# Бетел (зона переписи населения)
Бетел (англ. Bethel Census Area) — зона переписи населения в штате Аляска, США. Является частью неорганизованного боро и потому не имеет административного центра. Крупнейшим населённым пунктом на данной территории является город Бетел, который также является крупнейшим населённым пунктом во всём неорганизованном боро. Население зоны по данным переписи 2010 года составляет 17 013 человек.

## География
Площадь зоны — 117 850 км², из которых 105 100 км² занимает суша и 12 780 км² (10,8 %) занимают открытые водные пространства. В состав зоны входит крупный остров Нунивак, расположенный в Беринговом море.

## Население
По данным переписи 2000 года, население зоны составляет 16 006 человек. Плотность населения равняется 0,14 чел/км². Расовый состав зоны включает 12,53 % белых; 0,38 % чёрных или афроамериканцев; 81,93 % коренных американцев; 1,05 % азиатов; 0,06 % выходцев с тихоокеанских островов; 0,19 % представителей других рас и 3,85 % представителей двух и более рас. 0,87 % из всех рас — латиноамериканцы.
Из 4226 домохозяйств 51,0 % имеют детей в возрасте до 18 лет, 50,2 % являются супружескими парами, проживающими вместе, 15,2 % являются женщинами, проживающими без мужей, а 24,9 % не имеют семьи. 19,9 % всех домохозяйств состоят из отдельно проживающих лиц, в 2,8 % домохозяйств проживают одинокие люди в возрасте 65 лет и старше. Средний размер домохозяйства составил 3,73, а средний размер семьи — 4,41.
В зоне проживает 39,8 % населения в возрасте до 18 лет; 9,7 % от 18 до 24 лет; 28,9 % от 25 до 44 лет; 16,4 % от 45 до 64 лет и 5,2 % в возрасте 65 лет и старше. Средний возраст населения — 25 лет. На каждые 100 женщин приходится 113,2 мужчин. На каждые 100 женщин в возрасте 18 лет и старше приходится 112,8 мужчин.
Бетел — один из 38 округов США и других административных образований приравненных к округу, где преобладающим языком населения не является английский, и одно из 3 административных образований, где преобладающим языком не является ни английский, ни испанский. 63,14 % населения зоны говорят дома на юпикских языках и 34,71 % — говорят дома на английском.
Динамика численности населения по годам:
| 1960 | 1970 | 1980   | 1990   | 2000   | 2010   |
| ---- | ---- | ------ | ------ | ------ | ------ |
| 5537 | 7579 | 10 999 | 13 656 | 16 006 | 17 013 |

### Города
- Акиак
- Аниак
- Бетел
- Чефорнак
- Чуатбалук
- Ик
- Гудньюс-Бей
- Куитлук
- Лоуэр-Калскаг
- Мекорьюк
- Напакиак
- Напаскиак
- Найтмьют
- Нунапитчук
- Платинум
- Куинагак
- Токсук-Бей
- Аппер-Калскаг

### Статистически обособленные местности
- Акиачак
- Атмаутлуак
- Крукид-Крик
- Касиглук
- Кипнук
- Конгиганак
- Куигиллингок
- Лайм-Виллидж
- Ньюток
- Оскарвилл
- Ред-Девил
- Слитмьют
- Стони-Ривер
- Тулуксак
- Тунтутулиак
- Тунунак